# Општина Гарник (Караш-Северин)
Гарник (рум. Gârnic) општина је у Румунији у округу Караш-Северин.
Oпштина се налази на надморској висини од 607 m.